# Мешок для муки
Мешок для муки (англ. flour sack или flour bag; нем. mehlsack) — мешок из ткани, как правило хлопчатобумажный, используемый для хранения и транспортировки муки. В настоящее время мучные мешки чаще изготовляют из синтетических материалов. На них обычно печатается информация о муке и товарные знаки производителя.

## История

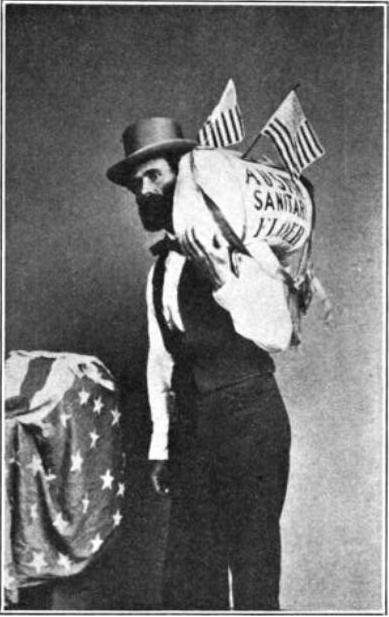
Роуэл Гридли, 1864 год

Американский кладовщик Роуэл Гридли под аккомпанемент городского оркестра перенёс 50-фунтовый мешок муки после проигрыша в споре с другом-республиканцем на выборах в Остине, штат Невада. Затем кто-то из зрителей предложил продать этот мешок с аукциона, чтобы собрать деньги для Санитарной комиссии США, помогавшей инвалидам Гражданской войны в США. После продажи мешка с мукой за 250 долларов победитель торгов не взял мешок, а пожертвовал его Гридли, чтобы снова продать с аукциона. Аукцион этого одного мешка муки в конечном итоге собрал более 250 000 долларов. Марк Твен рассказал данную историю с мешком в своей книге «Налегке» 1872 года.
Надписи на мешках с мукой делались и в России.[значимость факта?] Уроженец села Усть-Уйского А. Н. Тимофеев вспоминает: «Отец Николай Фёдорович, казак, когда вернулся с фронта в Великую Отечественную войну, то привёз из-за границы брезентовый мешок с мукой-крупчаткой, на котором была надпись „Краснопеевъ“». Российский предприниматель Мартын Кузьмич Краснопеев владел землями и мельницами в станице Усть-Уйской, изготавливаемая им мука-крупчатка высшего сорта отправлялась в города России и за границу.[значимость факта?]

## В быту

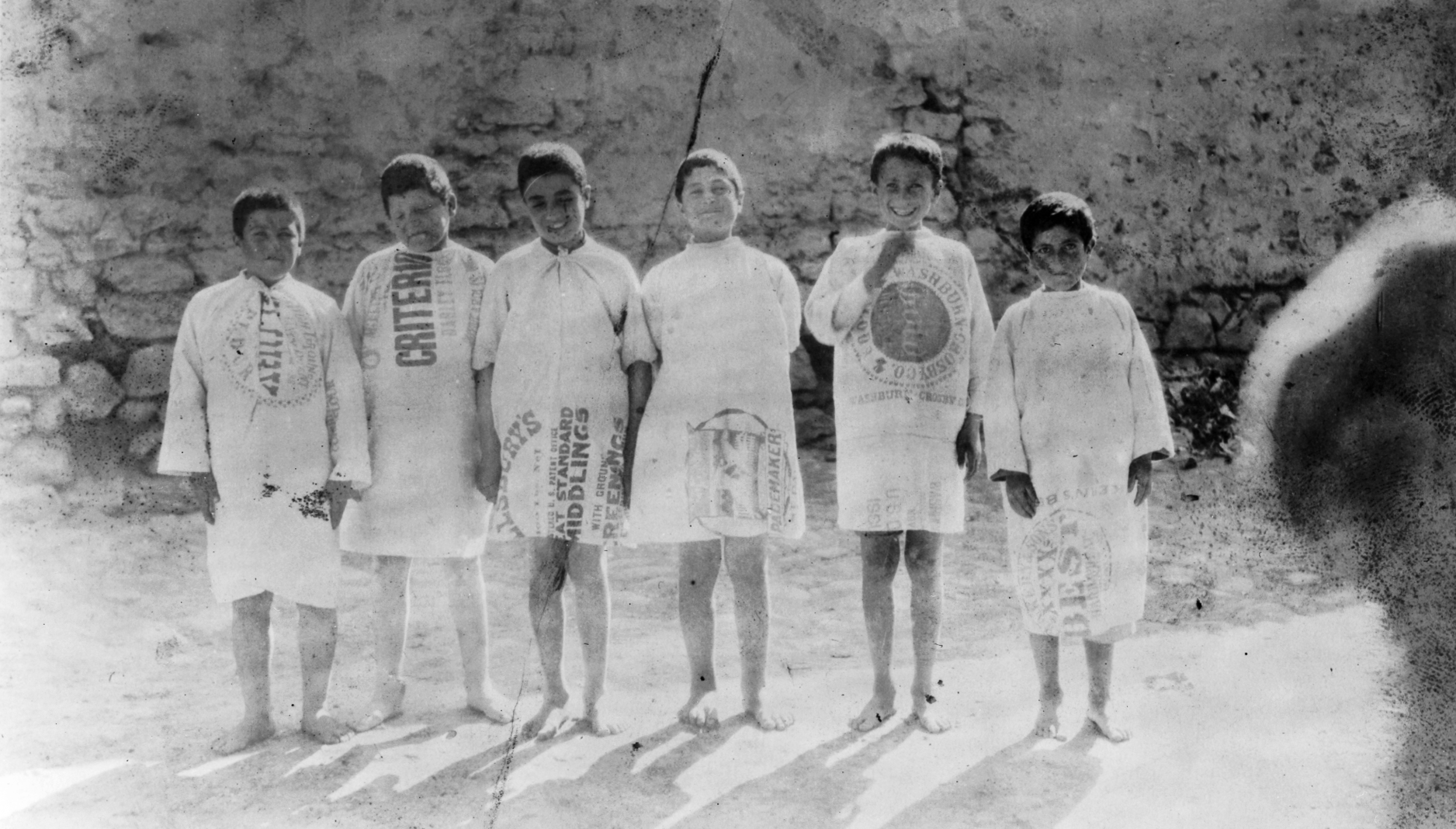
Одежда армянских детей-беженцев

К концу XIX века на мучных мешках часто печаталась различная информация и изображения. Поэтому использованные мешки стали предметом для одежды, а также применялись для других целей: сумки, полотенца, шторы, одеяла и другие бытовые вещи. Для бедных слоёв населения некоторых стран использование мучных мешков для шитья одежды было обычным явлением.
Так, детская одежда из ближневосточных облегчённых мешков для муки стала повседневной для армянских беженцев в Сирии. В начале XX века китайские рабочие делали одежду из мешков с мукой, которую называли «голодной одеждой». В одежду из мешков одевались в середине 1950-х годов китайские школьники. В Европе тоже использовались мешки от муки для шитья одежды и одеял.
Во время Великой депрессии в США многие семьи шили одежду из использованных мешков с мукой, при этом часто муку покупали специально по образцам, напечатанным на мешке.[прояснить] По оценкам историков, во время Великой депрессии 3,5 миллиона женщин и детей носили одежду из мучных мешков, что было очень характерно в те тяжёлые времена.

## География

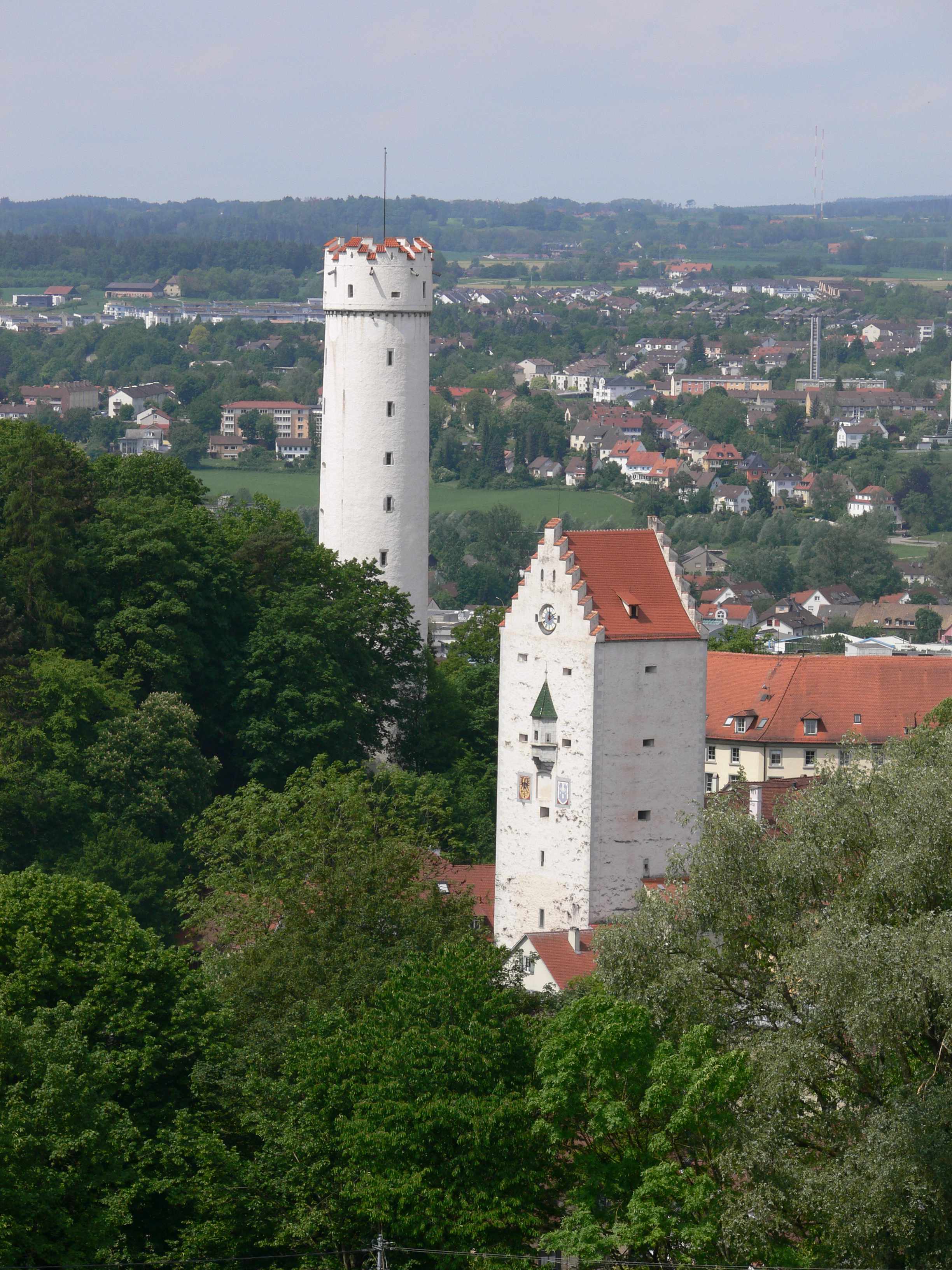
Башня Mehlsack (слева)

В честь мучных мешков названы топонимы в разных странах мира. Белоснежная как мука башня в старинной части города Равенсбург в Германии называется Mehlsack.[значимость факта?]